# Dólar neozelandés
El dólar neozelandés o dólar de Nueva Zelanda (abreviado NZD o NZ$) es la moneda oficial de Nueva Zelanda, las Islas Cook, Niue, Tokelau y las Islas Pitcairn. Se introdujo en 1967 para sustituir a la libra neozelandesa cuando se introdujo el sistema decimal para las monedas.
El dólar de Nueva Zelanda se divide en 100 centavos, y a menudo es llamado coloquialmente Kiwi. Las tasas de cambio para finales de 2006 eran de 1.55 dólares neozelandeses por dólar estadounidense, y de 1.87 dólares neozelandeses por euro. Es una de las diez monedas de mayor transacción mundial.

## Historia

### Introducción
Antes de la llegada del dólar neozelandés, la moneda de Nueva Zelanda era la libra neozelandesa, diferenciada de la libra esterlina desde 1933.
El cambio a la moneda decimal para reemplazar el complicado sistema de £sd fue propuesto en Nueva Zelanda desde los años treinta, aunque fue a partir de los cincuenta cuando se hicieron proyectos a buen término. En 1957, un comité fue creado por el Gobierno para investigar la moneda decimal. La idea cayó en territorio fértil y, en 1963, el Gobierno decidió decimalizar la moneda de Nueva Zelanda.
La Ley de la moneda decimal fue aprobada en 1964, fijándose la fecha de transición a 10 de julio de 1967. Otros nombres como "kiwi" o "zeal" fueron propuestos para el nombre de la moneda para evitar la confusión con la palabra "dólar", normalmente asociado al dólar estadounidense. Finalmente, la palabra "dólar" fue elegida para denominar a la moneda en Nueva Zelanda, y el dólar se convirtió en el símbolo de la transición en una enorme campaña de publicidad.
El 10 de julio de 1967 ("Día de la moneda decimal"), el dólar neozelandés se introdujo para reemplazar a la libra neozelandesa, al cambio de una libra por dos dólares (diez chelines por dólar, diez centavos a un chelín). Alrededor de 27 millones de billetes se imprimieron y 165 millones de monedas fueron acuñadas para el cambio.

### Tipo de cambio
El dólar neozelandés se fijó inicialmente respecto al dólar estadounidense en 1NZ$ = 1,39US$. El 21 de noviembre del mismo año esta tasa de cambio pasó a 1NZ$ = 1,12 US$ tras la devaluación de la libra esterlina (ver acuerdos de Bretton Woods), aunque el dólar neozelandés devaluó más que la libra esterlina.
En 1971 el dólar estadounidense devaluó en relación con el oro, liderando Nueva Zeldanda el 23 de diciembre fijándose el dólar neozelandés a 1NZ$ = 1,216US$ con un margen de fructuación del 4,5%, manteniendo el mismo valor del oro. Del 9 de julio de 1973 al 4 de marzo de 1985 el valor del dólar fue determinado a partir de un intercambio de canasta de monedas ponderada.
El NZD fue cambiado el 4 de marzo de 1985 a la tasa inicial de 0,4444US$. Desde entonces el valor del dólar ha sido determinado por los mercados financieros, y ha estado en un intervalo de entre 0,39 – 0,82 US$.
El valor mínimo del dólar neozelandés fue de 0,3922 US$ el 22 de noviembre de 2000, y se estableció el límite máximo posterior a la flotación a 0,8213 US$ el 27 de febrero de 2008. Gran parte de esta variación del tipo de cambio se ha atribuido a diferencia en las tasas de interés.
El valor del dólar neozelandés a menudo se ve fuertemente afectado por los tipos de cambio, estando además entre las 12 divisas más negociadas.
El 11 de junio de 2007, el Banco de Reserva de Nueva Zelanda vendió una cantidad desconocida de dólares de Nueva Zelanda en un intento de reducir su valor. Esta es la primera intervención del Banco en los mercados desde el flotante en 1985.
Le siguieron dos intervenciones, pero no tuvieron tanto éxito como la primera. La primera parecía inicialmente eficaz, con el dólar cayendo desde cerca de 0,7620 $US a alrededor de 0,7490 $US. Sin embargo, en poco más de un mes que había llegado a nuevos máximos después de flotar, llegar a 0.8103 $US el 23 de julio de 2007.
Después de alcanzar su post-float récord a principios de 2008, el valor de la NZD cayó en gran parte del 2º semestre de 2008 y el primer trimestre de 2009 como una respuesta a la crisis económica global y la fuga de los inversores fuera de la "mayor riesgo" monedas tales como el NZD. El NZD tocó fondo en aproximadamente 0,50 $US el 6 de marzo de 2009. Sin embargo, se recuperó con fuerza lo largo del año, llegando a los 0.75 $US por rango de noviembre de 2009.

## Monedas y billetes
| Monedas |          |         |        |                       |                          |                      |                                               |                                |
| Valor   | Diámetro | Grosor  | Peso   | Composición           | Arista                   | Imagen en el anverso | Imagen en el reverso                          | Fecha de inicio de circulación |
| 10c     | 20.50 mm | 1.58 mm | 3.30 g | Acero bañado en cobre | Lisa                     | Reina Isabel II      | Koruru, talla maorí                           | 31 de julio de 2006            |
| 20c     | 21.75 mm | 1.56 mm | 4.00 g | Acero niquelado       | «Flor española»          | Reina Isabel II      | Talla maorí de Pukaki, jefe de la cultura iwi | 31 de julio de 2006            |
| 50c     | 24.75 mm | 1.70 mm | 5.00 g | Acero niquelado       | Lisa                     | Reina Isabel II      | HM Bark Endeavour y Monte Taranaki            | 31 de julio de 2006            |
| $1      | 23.00 mm | 2.74 mm | 8 g    | Aluminio y bronce     | Cordoncillo intermitente | Reina Isabel II      | Apteryx y Cyathea dealbata                    | 11 de febrero de 1991          |
| $2      | 26.50 mm | 2.70 mm | 10 g   | Aluminio y bronce     | Estriada                 | Reina Isabel II      | Gran garceta del este: Ardea alba modesta     | 11 de febrero de 1991          |

| Billetes |       |                |                 |                                                         |                                                                                         |                 |                                |
| Imagen   | Valor | Dimensión      | Color dominante | Imagen en el anverso                                    | Imagen en el reverso                                                                    | Marca de agua   | Fecha de inicio de circulación |
|          | $5    | 135 mm × 66 mm | Anaranjado      | Sir Edmund Hillary y el monte Cook                      | Hoiho, pingüino de ojos amarillos y una escena en la Isla Campbell                      | Reina Isabel II | 1999                           |
|          | $10   | 140 mm × 68 mm | Azul            | Kate Sheppard y camellias blancas                       | Whio, pato azul y paisaje de río                                                        | Reina Isabel II | 1999                           |
|          | $20   | 145 mm × 70 mm | Verde           | Reina Isabel II y edificio del parlamento neozelandés   | Karearea, halcón neozelandés y paisaje alpino                                           | Reina Isabel II | 1999                           |
|          | $50   | 150 mm × 72 mm | Violeta         | Sir Āpirana Turupa Ngata y casa de eventos «Porourangi» | Kōkako, cuervo barbado azul y escena de un bosque de coníferas                          | Reina Isabel II | 1999                           |
|          | $100  | 155 mm × 74 mm | Rojo            | Lord Rutherford of Nelson y medalla del Premio Nobel    | Mohoua cabecigualda, Polilla de liquen (Declana egregia) y escena del bosque de la haya | Reina Isabel II | 1999                           |